# Осада Кале (1940)
Осада Кале (нем. Belagerung von Calais) — бои за портовый город Кале между англо-французскими войсками и вермахтом продолжалась в течение трех дней в мае 1940 года и являлись частью Западной кампании 1940 года. Осада города велась параллельно с осадой Булони и предшествовала Дюнкеркской операции. Итогом осады стал полный разгром сил союзников и пленение 19 500 солдат и офицеров, из которых 3500 человек из сражавшихся в Кале, а также 16 000 дезертиров, преимущественно французов, бельгийцев и голландцев.

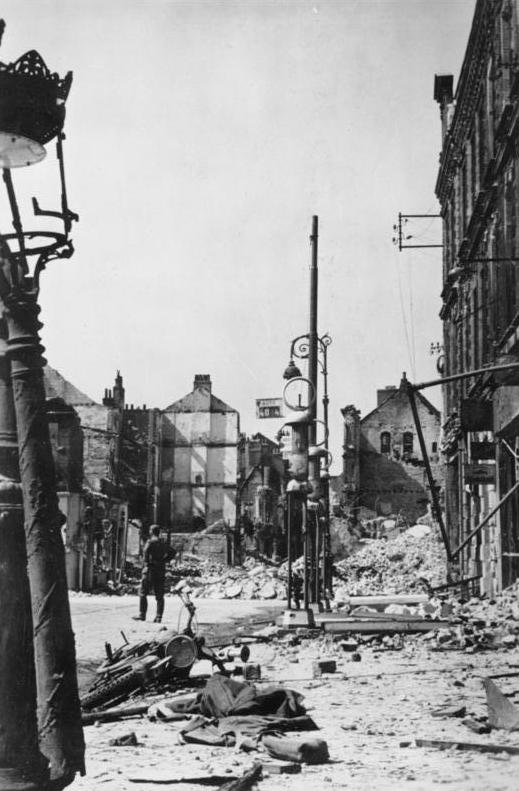
Разрушения в Кале в результате боёв

## Ход боёв
Начав наступление 10 мая, немецкие войска уже к 20 мая прорвались к побережью пролива Ла-Манш, выйдя в тыл французским войскам и Британским экспедиционным силам.
В Кале в это время находились лишь британские зенитчики и тыловые подразделения, а также части французской береговой обороны.
22 мая в Кале был спешно переброшен из Великобритании 3-й батальон Королевского танкового корпуса, а на следующий день к нему присоединилась недавно сформированная британская 30-я пехотная бригада. В неё входили два регулярных мотопехотных батальона (2-й батальон Королевского стрелкового корпуса и 1-й батальон Стрелковой бригады), а также 1-й батальон Стрелков королевы Виктории)(подразделение Территориальной армии, мотоциклетный батальон из едва обученных ополченцев, треть которых была вооружена лишь пистолетами). Бригадой командовал бригадир Клод Николсон.
24 мая на город начала наступать немецкая 10-я танковая дивизия. Начались упорные уличные бои за город. Вместе с британскими солдатами сражались около 800 французских солдат и военных моряков под командованием капитана де фрегат Шарля де Ламберти. При этом в городе пряталось много французских и бельгийских солдат из разбитых частей, которые не принимали никакого участия в сражении.
25 мая немцы через мэра Кале предложили британцам сдаться. Бригадир Николсон отказался сдаваться. На вторичное предложение сдаться он ответил, что долг британской армии так же, как и немецкой, состоит в том, чтобы сражаться.
Вечером 25 мая Николсон получил следующее сообщение лично от премьер-министра Великобритании Уинстона Черчилля: «Каждый час, который вы продолжаете существовать, является величайшей помощью Британским экспедиционным силам. Поэтому правительство решило, что вы должны продолжать сражаться. Испытываю величайшее восхищение вашей великолепной обороной. Эвакуация не будет (повторяю, не будет) осуществлена, и суда, предназначенные для этой цели, должны вернуться в Дувр».
Утром 26 мая при поддержке пикирующих бомбардировщиков Ю-87 немцы продолжили наступление. В британских батальонах к этому времени оставалось лишь примерно по 250 человек, у британцев уже не было ни танков, ни артиллерии. К вечеру сопротивление прекратилось, все оставшиеся в живых британские и французские солдаты и офицеры, включая бригадира Николсона, попали в немецкий плен.
Значение обороны Кале состояло в том, что она отвлекла значительные силы немецких войск, что стало одним из факторов, позволивших организовать эвакуацию британских войск из Дюнкерка.